# Branchiomma natalensis
Branchiomma natalensis är en ringmaskart som först beskrevs av Johan Gustaf Hjalmar Kinberg 1866.  Branchiomma natalensis ingår i släktet Branchiomma och familjen Sabellidae. Inga underarter finns listade i Catalogue of Life.